# Gösta af Geijerstam den yngre

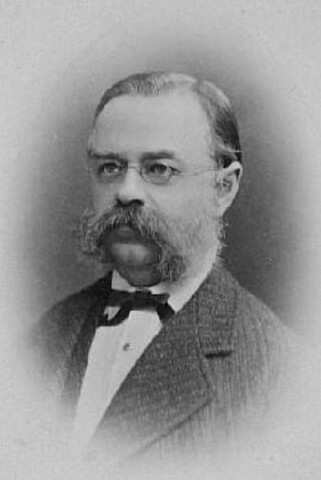
Johan Gustaf (Gösta) af Geijerstam

Johan Gustaf (Gösta) af Geijerstam, född 17 juli 1831 på Frösvidals herrgård, död 7 juli 1894 i Kalmar, var en svensk rektor. 
Han var son till brukspatronen Gustaf Emanuel (Gösta) af Geijerstam (1800-1877) och Eva Johanna Selling (1802-1882) samt dotterson till jägmästaren Martin Erik Selling (1754-1820). Han var från 1857 gift med Alma Augusta Catharina Möller (1835-1910) som var dotter till lagmannen och landssekreteraren Carl Johan Möller (1793-1837). Paret blev föräldrar till fem barn varav sönerna Gustaf (1858-1909) blev skriftställare, Karl Johan (1860-1899) blev byråingenjör och Emanuel af Geijerstam (1867-1928) blev läkare.
af Geijerstam blev student vid Uppsala universitet 1848 han blev filosofie kandidat 1853 och  promoverades till filosofie magister 1854. Han genomgick Falu bergsskola 1855–1856 och ägnade sig därefter åt affärsverksamhet och bruksrörelse 1857–1869. Han var föreståndare för Linköpings småskolelärarseminarium 1869–1875 och han var rektor vid Falu folkskoleseminarium 1875–1878. Med statsunderstöd genomförde han en studieresa i pedagogiskt syfte till Tyskland och Schweiz 1876. af Geijerstam blev rektor vid Rostads folkskoleseminarium i Kalmar 1877 och var från 1879 folkskoleinspektör i Kalmar län. Han blev riddare av Nordstjärneorden 1887.